# Edgar Franke

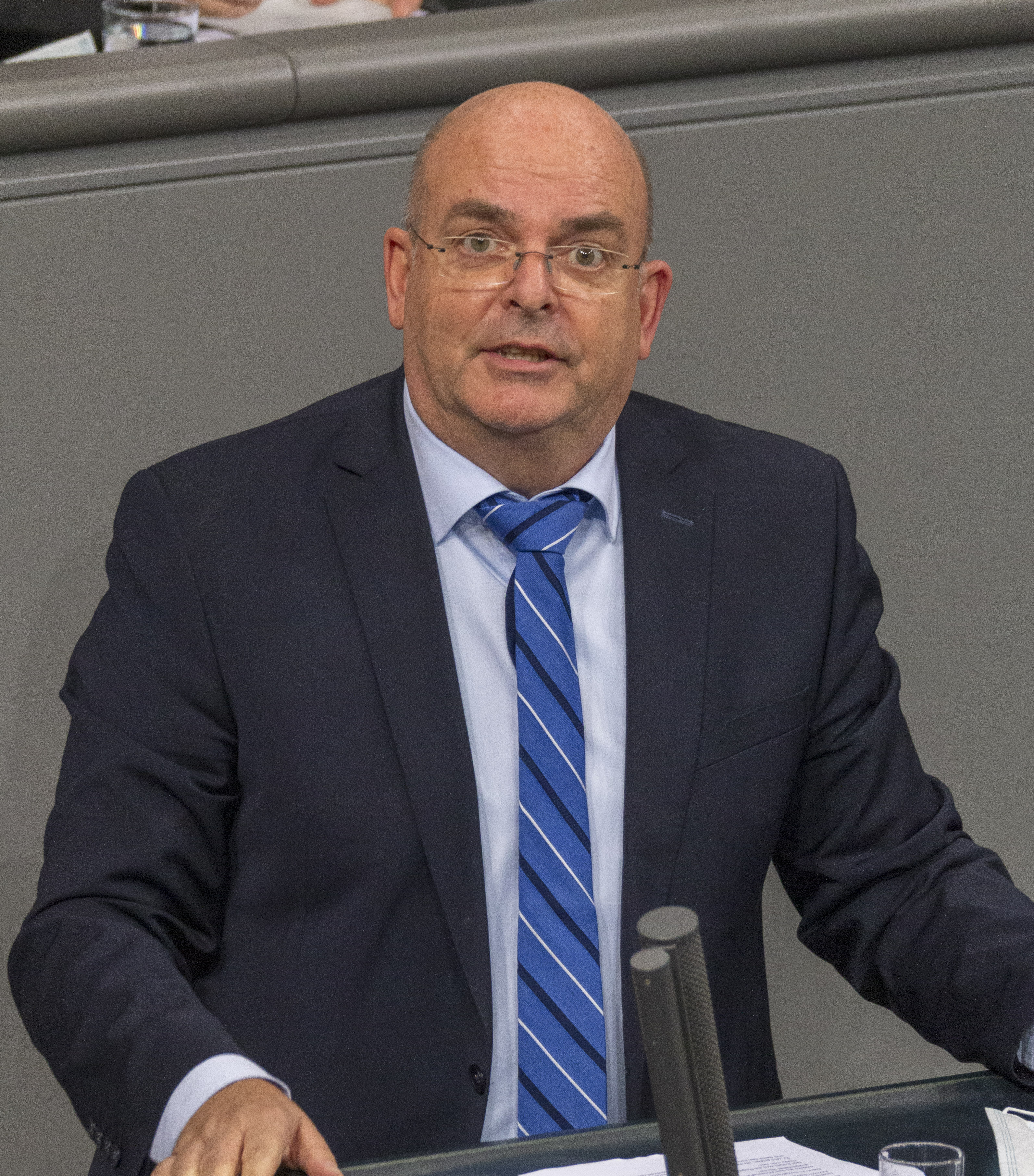
Edgar Franke (2020)

Edgar Konrad Hartmut Franke (* 21. Januar 1960 in Gudensberg) ist ein deutscher Politiker (SPD) und Jurist. Er war von 2009 bis 2025 Abgeordneter des Deutschen Bundestages. Von 2021 bis 2025 war er Parlamentarischer Staatssekretär bei dem Bundesminister für Gesundheit. Im 18. Deutschen Bundestag war er Vorsitzender des Ausschusses für Gesundheit. Im 19. Deutschen Bundestag hatte er neben seinem Parlamentsmandat das Amt des Opferbeauftragten der Bundesregierung übernommen.

## Ausbildung und Beruf
Edgar Franke wuchs als Sohn des Landtagsabgeordneten und Landrats August Franke im nordhessischen Haldorf (seit 1972 Ortsteil von Edermünde) auf. Nach dem Abitur an der Albert-Schweitzer-Schule in Kassel und seinem Zivildienst bei dem Bezirksverband der Arbeiterwohlfahrt in Kassel studierte er Politik- und Rechtswissenschaft in Marburg und Gießen und absolvierte das 1. juristische Staatsexamen mit Prädikat an der Justus-Liebig-Universität Gießen und die 2. juristische Staatsprüfung am Landgericht in Kassel. Er promovierte zum Thema Die hessischen kommunalen Ausschüsse zwischen kommunalverfassungsrechtlicher Stellung und kommunaler Praxis bei dem damaligen Präsidenten des Hessischen Staatsgerichtshofes Klaus Lange in Gießen.
Zunächst war er ab 1989 in einer Rechtsanwaltskanzlei  tätig. Ab 1992 wurde er Fachgruppenleiter „Öffentliches Recht“ bei der Bundesarbeitsgemeinschaft der Unfallversicherungsträger der öffentlichen Hand e. V. (BAGUV) und ab 1994 Kommissarischer Kanzler. Er war ab 1996 Pädagogischer Leiter des Bildungszentrums und Gründungsrektor der privaten Hochschule der Deutschen Gesetzlichen Unfallversicherung in Bad Hersfeld, an der er  als Professor Lehraufträge wahrnimmt. Er ist Herausgeber des im Nomos Verlag erschienenen Lehr- und Praxiskommentars SGB V II und Autor zahlreicher rechtswissenschaftlicher Beiträge. Er wurde am 7. September 2019 mit dem Johann-Beckmann-Preis für seine Leistungen im Zusammenhang mit der Einführung des Antikorruptionsgesetzes im Gesundheitswesen vom Arbeitgeberverband Zahntechnik ausgezeichnet.
Edgar Franke ist verwitwet und ist seit dem 26. April 2024 wieder verheiratet. Er hat zwei Töchter aus der ersten Ehe.

## Politik
Politisch war Franke ab dem Jahr 1976 bei den Jungsozialisten im Kreisvorstand aktiv, für die er 1982 auch in das Studierendenparlament der Philipps-Universität Marburg einzog. Ab 1985 bekleidete er mehrere kommunalpolitische Ämter in seiner nordhessischen Heimat, zunächst als Gemeindevertreter in Edermünde und später als stellvertretender Stadtverordnetenvorsteher im benachbarten Gudensberg. Dort wurde er 1999 zum hauptamtlichen Bürgermeister gewählt. Nach einer Wiederwahl im Jahr 2005 mit über 90 % der abgegebenen Stimmen hatte er dieses Amt bis zu seiner Wahl in den Bundestag 2009 inne. Er war ferner im Verwaltungsrat der Kreissparkasse Schwalm-Eder, in kommunalen Aufsichtsräten und Zweckverbänden, u. a. als Verbandsvorsteher des Abwasserverbands „Mittleres Emstal“, in der Vertreterversammlung der Hessischen Unfallkasse sowie in der Verbandsversammlung des hessischen Landeswohlfahrtsverbandes und in verschiedenen Kulturstiftungen tätig. Darüber hinaus ist Franke Mitglied des geschäftsführenden SPD-Bezirksvorstandes Hessen-Nord (Schatzmeister) sowie des Kreistages Schwalm-Eder. Von 2014 bis 2021 war er zudem Vorsitzender des SPD-Unterbezirkes Schwalm-Eder. 
Bei der Bundestagswahl 2009 zog er mit 40,3 % der Erststimmen als direkt gewählter Abgeordneter des Wahlkreises 171 Schwalm-Eder in den Deutschen Bundestag ein, 2013 gewann er seinen Wahlkreis erneut mit 42,3 % der Erststimmen. Bei der Bundestagswahl 2017 gelang es ihm mit 37,7 % der Erststimmen wieder als Direktkandidat in den 19. Deutschen Bundestag einzuziehen. 2021 ist er mit 39,4 % mit dem zweitbesten Erststimmenergebnis aller hessischen Wahlkreisbewerber wieder direkt in den Bundestag eingezogen.
Franke war bis zum Jahr 2013 stellvertretender rechtspolitischer Sprecher der SPD-Bundestagsfraktion. Er war Mitglied im Rechtsausschuss und gleichzeitig im Ausschuss für Gesundheit, dessen Vorsitz er im Januar 2014 bis zum Ende der Legislaturperiode übernahm. Er gehört zum Sprecherkreis des als rechts bzw. konservativ geltenden Seeheimer Kreises in der SPD-Bundestagsfraktion. Seit 2018 war er Beauftragter der Bundesregierung für die Anliegen der Opfer und Hinterbliebenen terroristischer Straftaten im Inland. Damit ist er Nachfolger des ehemaligen rheinland-pfälzischen Ministerpräsidenten Kurt Beck, der aber nur für die Opfer und Hinterbliebenen des Anschlags am Berliner Breitscheidplatz zuständig war, gewesen. Der nunmehr ständige und unabhängige Opferbeauftragte ist als Stabsstelle angesiedelt im Bundesministerium der Justiz und Verbraucherschutz. Neben diesem Amt hatte Franke die Funktion des stellvertretenden gesundheitspolitischen Sprechers der SPD-Bundestagsfraktion inne und war ordentliches Mitglied des Gesundheitsausschusses.
Er war vom 8. Dezember 2021 bis zum 6. Mai 2025 Parlamentarischer Staatssekretär bei dem Bundesminister für Gesundheit, Karl Lauterbach (SPD).
Franke ist Vizepräsident der Deutschen Parlamentarischen Gesellschaft in Berlin.
Bei der Bundestagswahl 2025 trat er nicht erneut an.

## Positionen
Im Zuge der Diskussion um eine mögliche Streichung der Homöopathie als Satzungsleistung der gesetzlichen Krankenversicherung gab Franke an, er habe persönlich gute Erfahrungen mit homöopathischen Behandlungen gemacht. Die pseudowissenschaftlichen, nicht über den Placebo-Effekt hinaus wirkenden Behandlungsmethoden könnten seiner Ansicht nach gerade in der Kindermedizin viel leisten.

## Mitgliedschaften
Franke ist stellvertretender Vorsitzender der Kurt-Schumacher-Gesellschaft und Mitglied der Europa-Union Deutschland, außerdem Mitglied in der Deutsch-Türkischen Gesellschaft und in der entsprechenden Parlamentariergruppe. Edgar Franke ist außerdem stellvertretender Vorsitzender der Deutsch–Iranischen sowie Mitglied in der südkaukasischen Parlamentariergruppe des Deutschen Bundestages. Er engagiert sich ferner im Evangelischen Forum Schwalm-Eder und in der Kreissynode. Bis Ende 2021 arbeitete er im Beirat der Gesellschaft für regionale Gesundheit (GRG), im Beirat des DUK-Versorgungswerkes sowie im Wirtschaftsbeirat der FSG Gudensberg mit. Ebenfalls ist er Mitglied der AWO, der Gewerkschaft Verdi, der Schutzgemeinschaft Deutscher Wald sowie des TSV Eintracht Gudensberg. Als Beiratsmitglied von Jugend gegen AIDS unterstützt Edgar Franke zudem eine von Jugendlichen initiierte und geführte Initiative, die „Aufklärungs- und Präventionsarbeit auf Augenhöhe“ betreibt. Ferner arbeitete er ehrenamtlich als Mitglied bei der Alexandra-Lang-Stiftung für Patientenrechte mit.